# Kwame Karikari
Kwame Amponsah Karikari, född 21 januari 1992 i Ho, är en ghanansk fotbollsspelare som spelar för thailändska Kasetsart, på lån från Nakhon Pathom United.

## Karriär
Karikaris moderklubb är ghananska Inter Allies, vilka han värvades från i april 2011 av AIK. Hans debut i AIK skedde borta mot BK Häcken (1–3) den 7 maj 2011 då han byttes in mot Admir Ćatović i den 87:e minuten. Karikari gjorde sitt första mål för AIK den 15 augusti 2011 borta mot IFK Norrköping (1–0) då han i den 38:e minuten nickade in ett inlägg från Mohamed Bangura.
AIK valde två dagar innan den Allsvenska premiären 2012 att låna ut Kwame till Degerfors IF fram till att sommarens transferfönster öppnar den 1 augusti där han lyckades göra fem mål för supperettanklubben.
AIK valde som väntat att kalla hem Karikari i sommarfönstret, han var spelklar från och med 1 augusti 2012 för klubben.
Sedan AIK valde att kalla tillbaka Karikari har han gjort 4 mål på 5 matcher. Han gjorde bland annat det viktiga 1-0-målet borta mot CSKA Moskva och 1-0 målet mot Djurgårdens IF.
Den 4 juli 2013 blev det klart att Karikari lånas ut till Balıkesirspor under ett år med option för att köpa honom. Den 26 juni 2014 vart det officiellt att Karikari återvände till AIK Den 22 januari 2015 meddelade AIK på sin officiella hemsida att man sålt Karikari till Halmstads BK med omedelbar verkan. I juni 2015 lånades Karikari åter ut till turkiska Balıkesirspor, denna gång på ett avtal fram till sommaren 2016. Redan efter ett halvår lämnade han dock klubben.
I mars 2016 värvades Karikari av norska FK Haugesund. I juni 2016 lånades han ut till kazakiska Irtysh Pavlodar. Den 31 augusti 2016 värvades Karikari av ukrainska Stal Kamianske. I juni 2017 värvades Karikari av qatariska Al-Markhiya, där han skrev på ett treårskontrakt.